# Svenska mästerskapen i jujutsu 2006
Svenska mästerskapen i ju-jutsu 2006 avgjordes i Umeå den 22 april 2006.
Arrangerande förening var  Umeå Budoklubb, och tävlingen anordnades i Gammliahallen. Detta var andra gången Umeå Budoklubb stod värd för SM i ju-jutsu. Förra gången var 1993.
Tävlingen var den första ju-jutsutävling som sändes live via Internet.

## Resultat
| Placering | Namn            | Klubb                |
| --------- | --------------- | -------------------- |
| Guld      | Sara Svensson   | Nacka JJK            |
| Silver    | Linda Lindström | Nacka JJK            |
| Brons     | Veronica Kumlin | Linköpings Budoklubb |

| Placering | Namn          | Klubb         |
| --------- | ------------- | ------------- |
| Guld      | Jonas Rosell  | Gävle JJ      |
| Silver    | Gustav Nässén | Nacka JJK     |
| Brons     | Patrik Fondin | Herrjunga JJK |

| Placering | Namn          | Klubb       |
| --------- | ------------- | ----------- |
| Guld      | Paul Persson  | JJK Samurai |
| Silver    | Henrik Svahn  | IKSU SJJ    |
| Brons     | Joakim Vistam | Nacka JJK   |

| Placering | Namn             | Klubb                |
| --------- | ---------------- | -------------------- |
| Guld      | Johan Ingholt    | Nybro KC             |
| Silver    | Stefan Johansson | Linköpings Budoklubb |
| Brons     | Mattias Alge     | Sundsvalls Budoklubb |

| Placering | Namn            | Klubb                |
| --------- | --------------- | -------------------- |
| Guld      | Johnny Nilsson  | Linköpings BK        |
| Silver    | Marcus Abler    | Nacka JJK            |
| Brons     | Jonas Ungerbäck | Linköpings Budoklubb |

| Placering | Namn           | Klubb                |
| --------- | -------------- | -------------------- |
| Guld      | Johan Jorup    | Linköpings Budoklubb |
| Silver    | Ville Ilola    | JJK Samurai          |
| Brons     | Peter Lundmark | Nacka JJK            |

| Placering | Namn                             | Klubb          |
| --------- | -------------------------------- | -------------- |
| Guld      | Björn Hallstig / Joakim Hallstig | Umeå Budoklubb |
| Silver    | Philip Granered / Johan Isaksson | Umeå Budoklubb |

| Placering | Namn                           | Klubb          |
| --------- | ------------------------------ | -------------- |
| Guld      | Malin Persson / Maria Eriksson | Umeå Budoklubb |

| Placering | Namn                            | Klubb     |
| --------- | ------------------------------- | --------- |
| Guld      | Liza Karlsson / Jesper Kedjevåg | Växjö JJK |

## Medaljfördelning
| Nr | Klubb                | Guld | Silver | Brons | Totalt |
| -- | -------------------- | ---- | ------ | ----- | ------ |
| 1  | Linköpings Budoklubb | 2    | 1      | 2     | 5      |
| 2  | Umeå Budoklubb       | 2    | 1      | 0     | 3      |
| 3  | Nacka JJK            | 1    | 3      | 2     | 6      |
| 4  | JJK Samurai          | 1    | 1      | 0     | 2      |
| 5  | Gävle JJK            | 1    | 0      | 0     | 1      |
| 5  | Nybro KC             | 1    | 0      | 0     | 1      |
| 5  | Växjö JJK            | 1    | 0      | 0     | 1      |
| 8  | IKSU SJJ             | 0    | 1      | 0     | 1      |
| 9  | Sundsvalls BK        | 0    | 0      | 1     | 1      |